# Korg MS-20

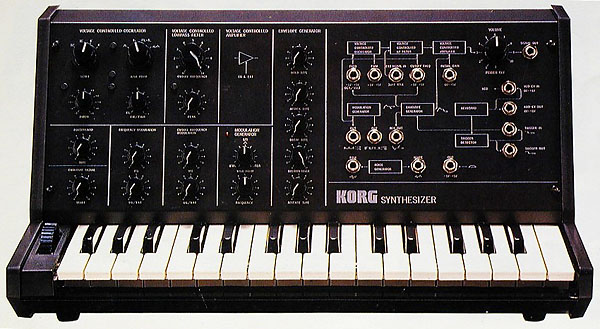
Korg MS-10

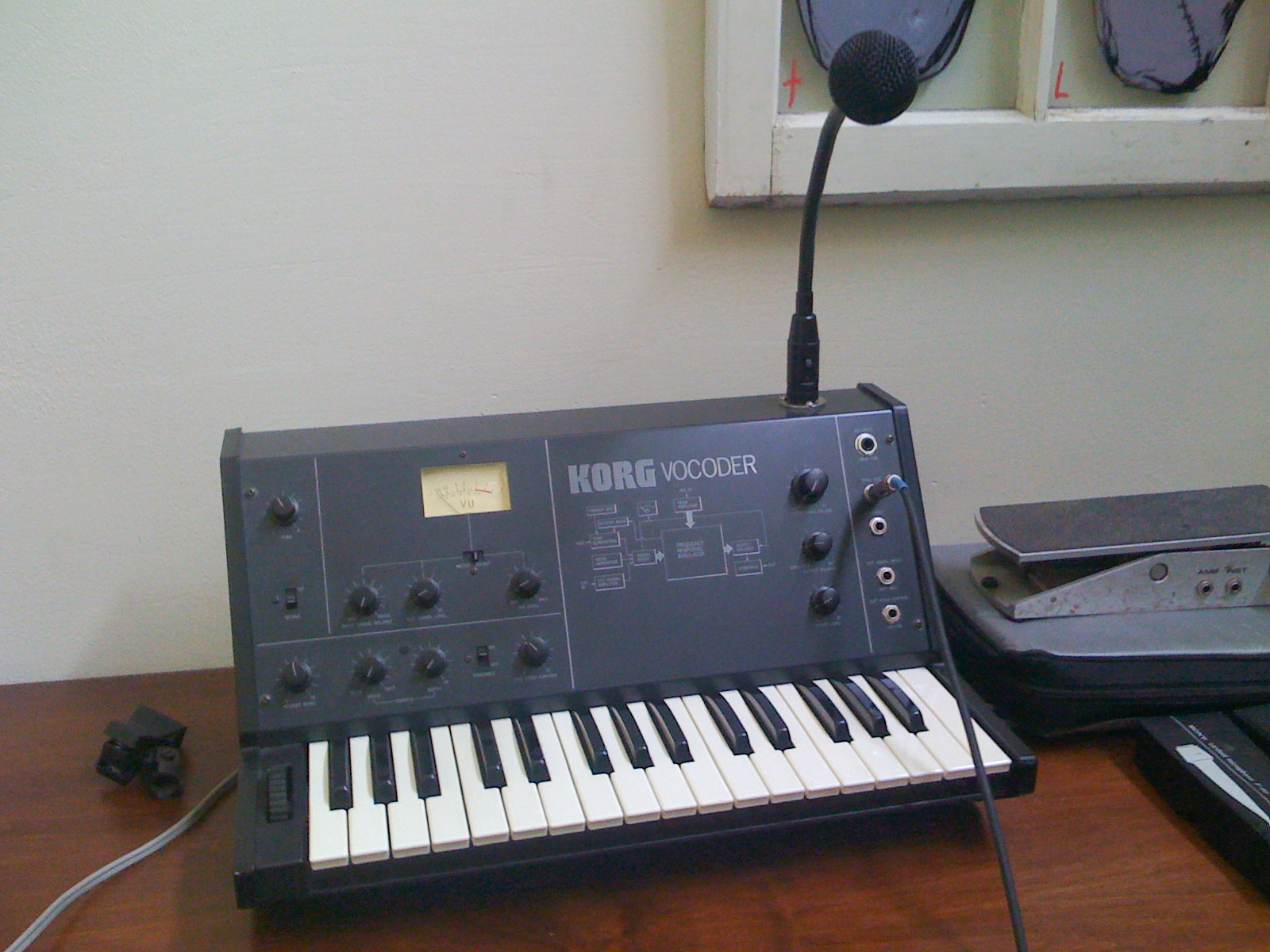
Korg VC-10

Korg MS-20 — полумодульный монофонический синтезатор с двумя осциляторами, управляемыми напряжением, производившийся японской компанией Korg с 1978 по 1983 год. Синтезатор входил в серию MS-инструментов, которая также включала генератор MS-10, бесклавишный модуль MS-50, секвенсор SQ-10 и вокодер VC-10. К Korg MS-20 также прилагались ножной контроллер MS-01, интерфейс MS-02, сигнальный процессор MS-03 и педаль модуляции MS-04.
Хотя работа этого синтезатора основана на аналоговом субтрактивном синтезе, Korg MS-20 имеет внешний сигнальный процессор, что позволяет с помощью его коммутационной панели несколько изменять маршрут звука и модуляции. Эта возможность привела к возрождению производства синтезатора в конце 1990-х. 
В январе 2013 года на выставке NAMM представителями Korg было объявлено, что компания намерена выпустить обновлённую версию синтезатора под названием Korg MS-20 Mini, который имеет меньший размер, полную синхронизацию с компьютером, оснащён входом 1/8, выходными разъёмами, MIDI-разъёмом типа "В" и USB-входом и выходом и полностью повторяет аналоговую электрическую схему оригинала. После поступления в продажу новой версии Korg MS-20 возобновилось производство и оригинального синтезатора. 
В начале 2014 года компания Korg сообщила, что они собираются выпустить ограниченным тиражом синтезатор под названием Korg MS-20 Kit, который размером и внешним видом полностью соответствует оригиналу, однако функционально во многом его превосходит и почти идентичен Korg MS-20 Mini.

## Музыканты, использующие Korg MS-20
- Add N to (X)
- Air
- Atari Teenage Riot
- Alphaville
- Aphex Twin
- Apoptygma Berzerk
- Arcade Fire
- Asian Dub Foundation
- Astral Projection
- Atoms for Peace
- Autechre
- Broadcast
- Chicks on Speed
- Coil
- Covenant
- Daft Punk
- Depeche Mode
- DAF
- Die Krupps
- Digitalism
- Dubstar
- Erasure
- Fad Gadget
- The Faint
- The Fall
- A Flock of Seagulls
- Foals
- Friendly Fires
- Front 242
- Front Line Assembly
- Goldfrapp
- Gorillaz
- Juno Reactor
- Justice
- KMFDM
- Klaxons
- Ladytron
- Laibach
- Mr. Oizo
- Neon Indian
- Orchestral Manoeuvres in the Dark
- The Crystal Method
- The Presets
- The Prodigy
- Röyksopp
- Scooter
- Severed Heads
- Skinny Puppy
- Snap!
- Soulwax
- Trentemøller
- wumpscut:
- Алек Эмпайр
- Саймон Посфорд
- Винс Кларк
- Стивен О’Мелли
- Уильям Орбит